# Ånge (commune)
La commune d'Ånge est une commune suédoise du comté de Västernorrland. 10 821 personnes y vivent. Son chef-lieu se situe à Ånge.
Le centre géographique de la Suède s'y trouve.

## Localités principales
- Alby
- Ånge
- Fränsta
- Ljungaverk
- Östavall
- Torpshammar